# Bisdom Río Gallegos

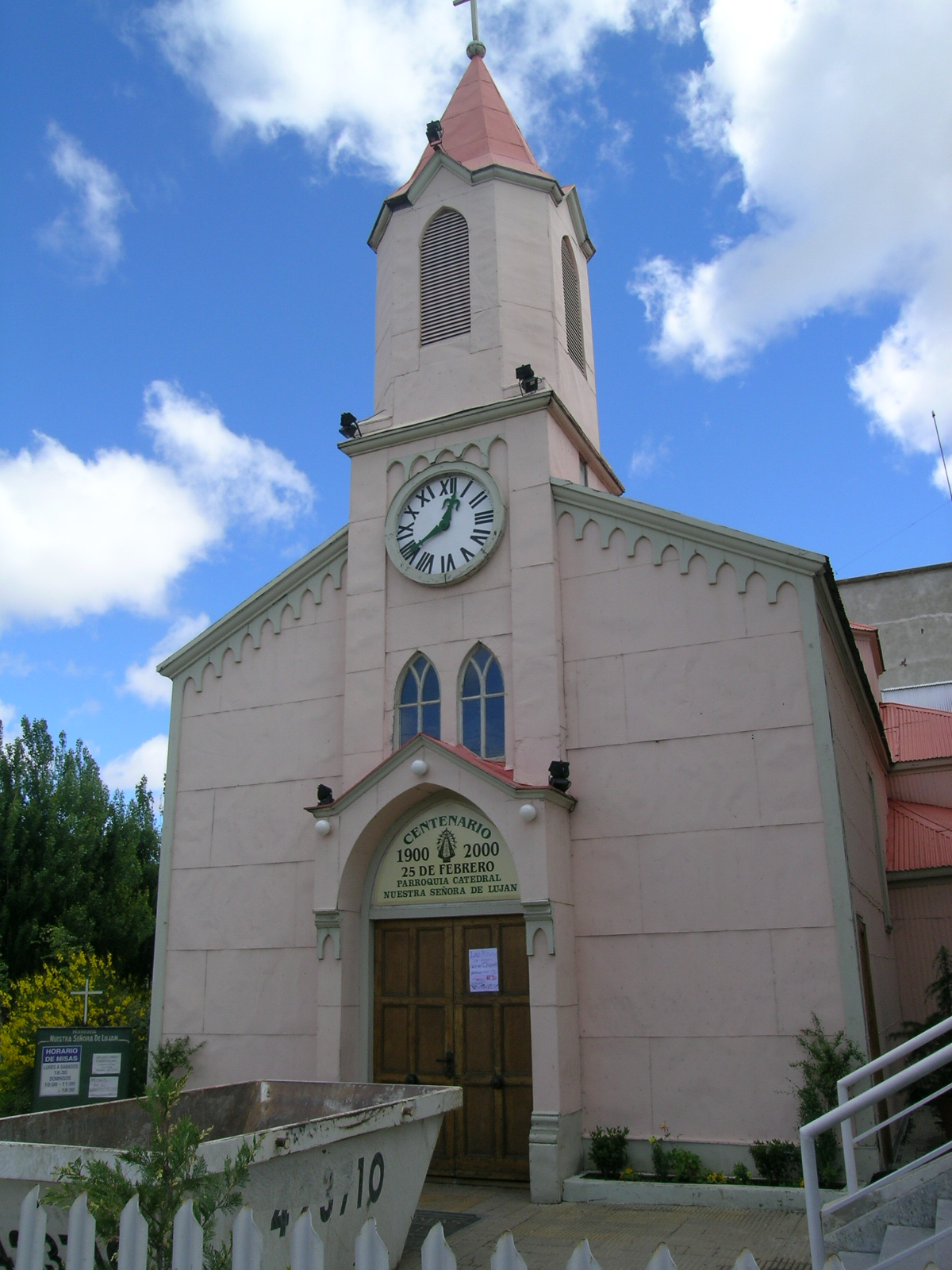
De kathedraal Nuestra Señora de Luján van Río Gallegos

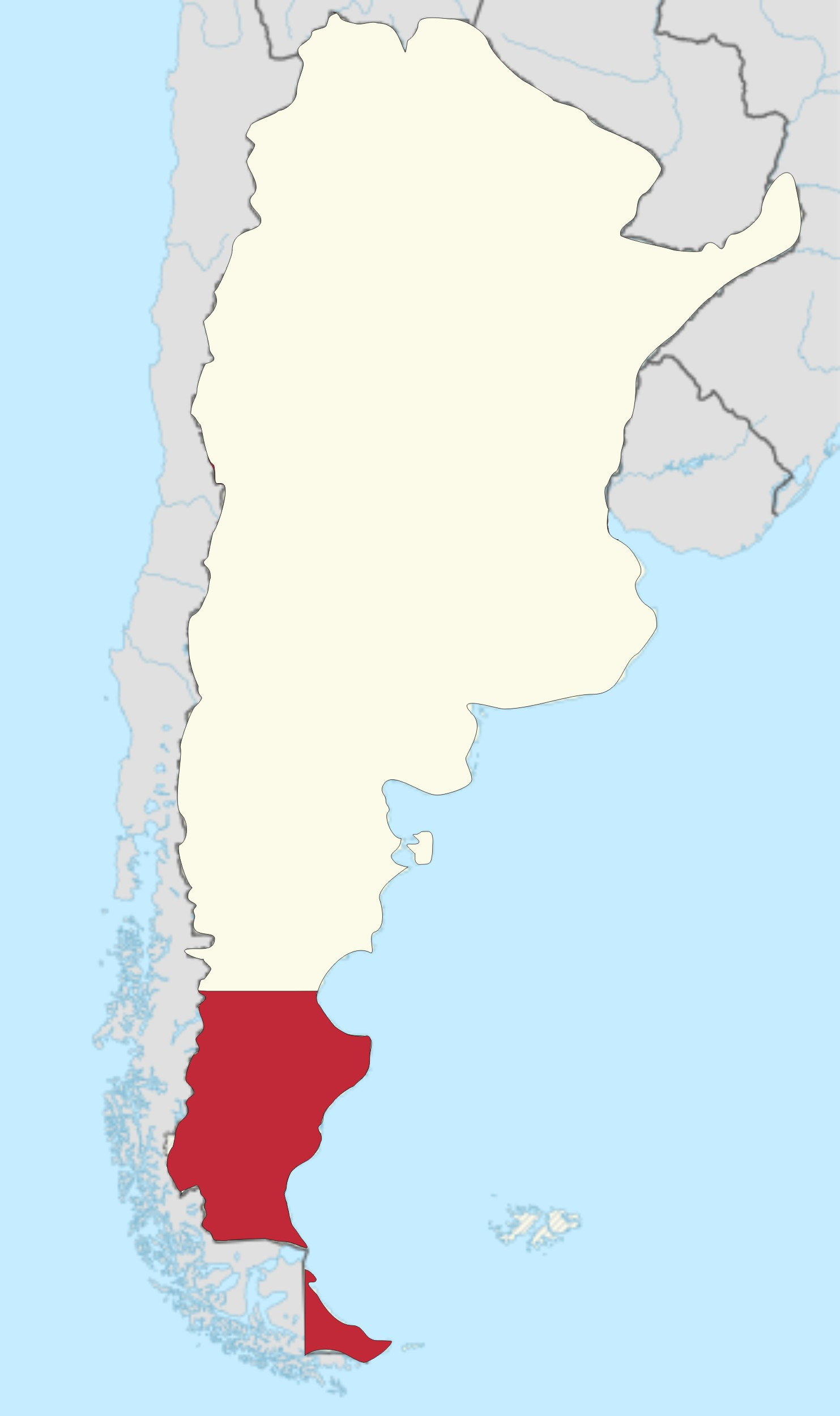
Het bisdom (rood) binnen Argentinië

Het bisdom Río Gallegos (Latijn: Dioecesis Rivogallaecensis) is een rooms-katholiek bisdom met als zetel Río Gallegos in Argentinië. Het bisdom is suffragaan aan het aartsbisdom Bahía Blanca. Het bisdom werd opgericht in 1961.
Het bisdom is naar oppervlakte het grootste van Argentinië en omvat het zuiden van Patagonië en Vuurland. Río Gallegos was een missiegebied van de Salesianen van Don Bosco en de eerste bisschoppen behoorden tot deze orde.
In 2020 telde het bisdom 42 parochies. Het bisdom heeft een oppervlakte van 265.214 km2 en telde in 2020 334.000 inwoners waarvan 69,8% rooms-katholiek waren. 

## Bisschoppen
- Mauricio Eugenio Magliano, S.D.B. (1961-1974)
- Miguel Angel Alemán Eslava, S.D.B. (1975-1992)
- Alejandro Antonio Buccolini, S.D.B. (1992-2005)
- Juan Carlos Romanin, S.D.B. (2005-2012)
- Miguel Ángel D’Annibale (2013-2018)
- Jorge Ignacio García Cuerva (2019-)

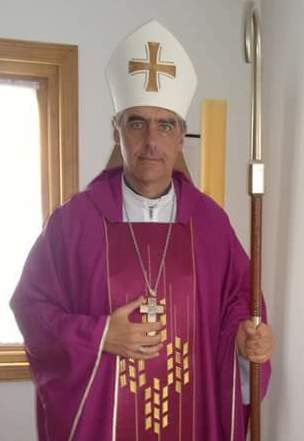
Miguel Ángel D’Annibale

Bahía Blanca (aartsbisdom) · Alto Valle del Río Negro · Comodoro Rivadavia · Esquel (territoriale prelatuur) · Río Gallegos · San Carlos de Bariloche · Santa Rosa · Viedma